# Планше, Жак Фердинанд
Жак Фердинанд Планше (фр. Jacques Ferdinand Planche; 28 января 1829 г., Гренобль, королевство Франция — 10 апреля 1894 г., Тулон, Французская республика) — французский контр-адмирал и колониальный чиновник.
Сын адвоката, в 1844 году принят в Военно-морскую академию в Бресте, сделал карьеру во флоте, с 1846 года — мичман, с 1850 года — прапорщик, с 1859 года — лейтенант, с 1870 года — командор, с 1879 года — капитан. Во время франко-прусской войны комендант крепости Ла-Фер, капитулировал вместе с гарнизоном после обстрела города 27 ноября 1870 года. В 1871 году командовал транспортом «Кальвадос», доставившим пленных коммунаров к месту ссылки в Новую Каледонию. В 1878—1880 годах — комендант Французской Океании, в период его власти король Таити Помаре V передал власть в руки французской администрации. С 1886 году командовал паровым корветом «Le Dupleix», с 23 июня 1888 года — контр-адмирал, командующий флотом Шербурского морского района (исполнял должность с 1888 по 1890 год). С 1891 года в отставке по возрасту.